# هندسة كيميائية

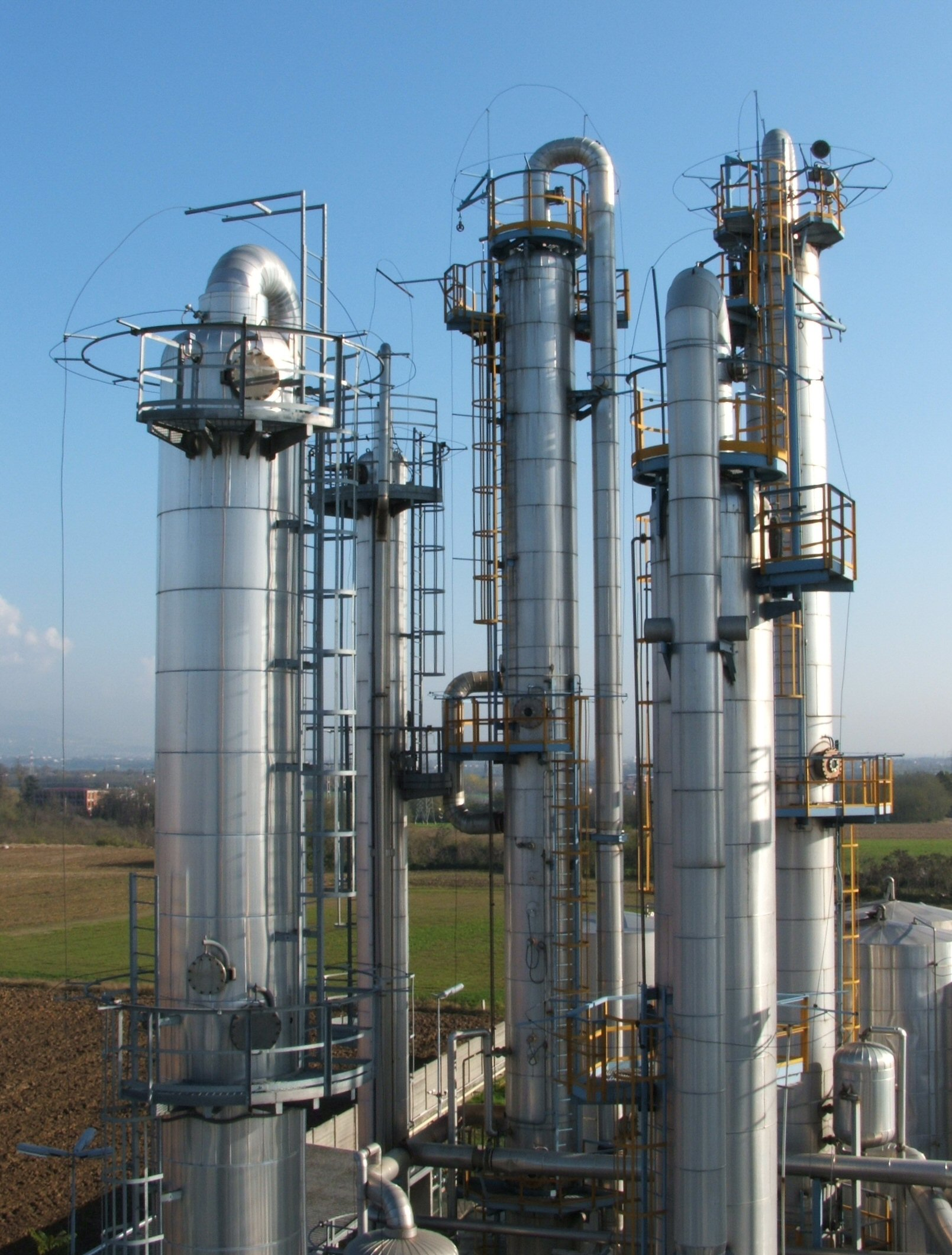
أعمدة تقطير تستخدم لفصل المواد الكيميائية عن بعضها البعض اعتمادًا على اختلاف درجة غليانها.

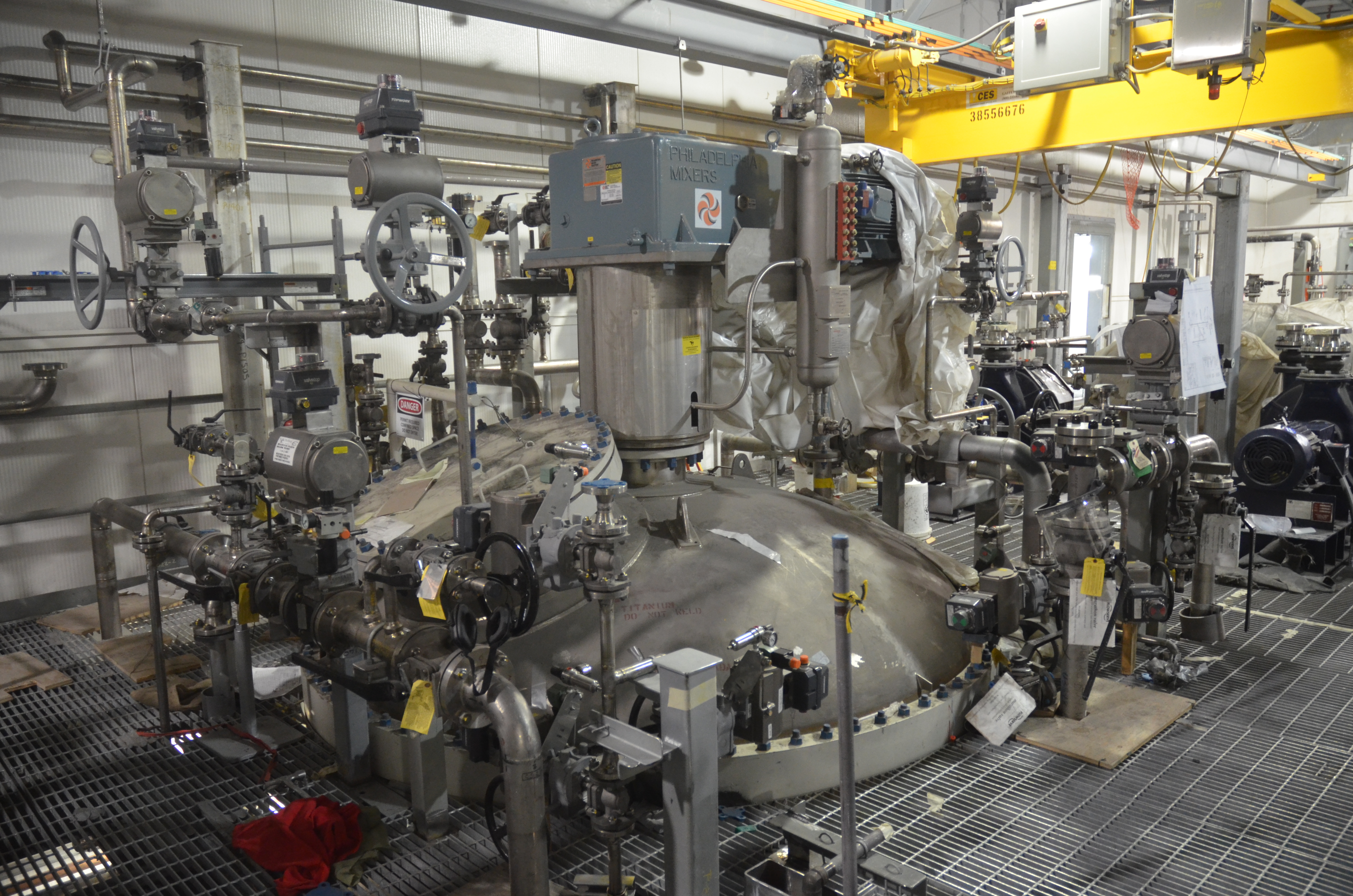
مفاعل ذو خلاط.

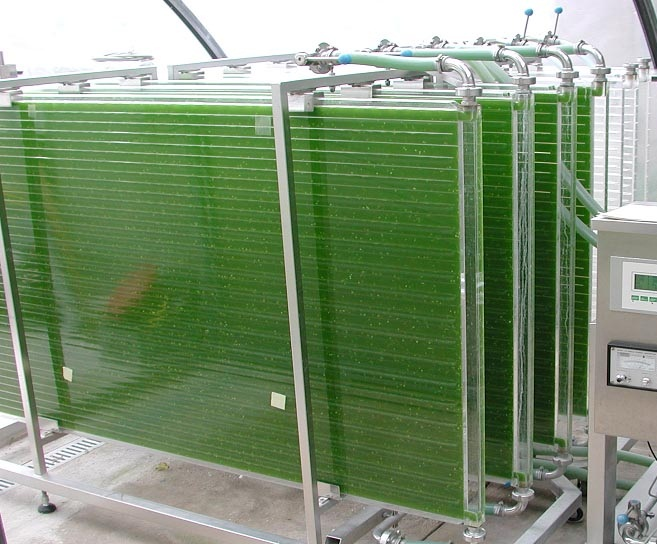
مفاعل حيوي قادر على زراعة طحالب دقيقة

الهندسة الكيميائية (أو الكيماوية) (بالإنجليزية: Chemical Engineering) هي علم هندسي يختص بتصميم وتطوير جميع العمليات الصناعية الكيميائية أو التحويلية. وبتصميم وبناء وإدارة المصانع التي تكون العملية الأساسية فيها هي التفاعلات الكيميائية وتندرج تحت هذا التخصص عمليات انتقال المادة والحرارة والكتلة، كما تشمل التفاعلات وعمليات الفصل متعددة المراحل. وتكاد تكون مقابلة لمصطلح هندسة العمليات.
يهتم المهندسون الكيميائيون بتطبيقات المعرفة المكتسبة من العلوم الأساسية والتجارب العملية. كما يهتمون بتصميم العمليات الصناعية وتطويرها وإدارة المصانع بهدف تحويلٍ آمنٍ واقتصادي للمواد الكيميائية الخام إلى منتجات نافعة. الهندسة الكيميائية هي العلم الهندسي ذو القاعدة الأوسع بين علوم الهندسة كلها، ويؤدي هذا إلى أن تكون المؤسسات والشركات في سعي دائم لتوظيف مهندسين كيميائيين في المجالات التقنية المتنوعة وفي مواقع الإشراف في أنواع الصناعات المختلفة. وتصنَّف رواتب الخريجين الحديثين من المهندسين الكيميائيين مع الرواتب العليا التي يتقاضاها المهندسين الكيميائيين.

## مجالات الهندسة الكيميائية
إن المجالات الصناعية التي يشرف عليها المهندسون الكيميائيون واسعة جداً، تعد أهمها الصناعات الكيميائية والنفطية والبتروكيميائية، واستخدام تقنية النانو والمواد النانوية.وتعتبر المملكة العربية السعودية مثلا من أكبر الدول في الإنتاج البتروكيميائي الذي يعتمد بشكل كبير على المهندسيين الكيميائيين.
كما أن الصناعات الغذائية والصيدلية، وهندسات الكيمياء الحيوية والطب الأحيائي هي مجالات تعتمد كثيراً على المهندسين الكيميائيين. ويضاف إلى ذلك التحكم بالتلوث والحد منه، وعلم التآكل البيئي والتحكم البيئي، وعلم الأتمتة وعلم الآلات وتطويرها، وعلم الفضاء والمواد النووية، وتقانة الحاسب ومعالجة البيانات. 
تعنى الهندسة الكيمياوية بدراسة التصاميم الهندسية المتعلقة بالصناعات الكيمياوية المختلفة حيث ان التصميم الكيميائي يمثل هدف إنتاجي وتجاري وهو عبارة عن علم تجميع المعلومات للوصول إلى التصميم الامثل من خلال اختيار العملية الصناعية وظروفها والمواد الكيميائية المستخدمة فيها والأجهزة اللازمة لإتمام العملية الصناعية
وبسبب العدد الكبير للمواد الكيميائية التي يتم التعامل معها فإن التوجه للهندسة الكيميائية هو العمليات التي تتم على هذه المواد مثل: الطحن للمواد الصلبة أو الخلط ورغم تطور عدد كبير من العمليات إلا أن المكانة الأولى لا زالت لعملية التقطير ولعمليات أخرى مثل البلورة والترشيح والتذويب والاستخلاص، وفي أي عملية يكون اهتمام المهندس الكيميائي بالعملية منطلقا من أربع مبادئ أساسية:
1. قانون حفظ المادة : موازنة كمية المواد الداخلة إلى الوحدة والخارجة منها والمتراكمة في الوحدة والمتحولة أثناء التفاعل
2. قانون حفظ الطاقة : موازنة الطاقة المستهلكة في الوحدة والناتجة عنها
3. قانون الاتزان الكيميائي
4. مبدأ التفاعلات الكيمائية

إضافة إلى مسؤولية المهندس الكيميائي في تنظيم وترتيب وتتابع الوحدات بشكل صحيح وحساب الجدوى الاقتصادية لكامل العمليات الداخلة في الإنتاج.
وتنقسم العمليات في التصنيع إلى تصنيع متقطع (بالخلطة) أو المستمر حيث أن التصنيع المستمر يعطي كفاءة أعلى ولكن تصميم الخطوط والتحكم بها يكون على درجة أعلى من الصعوبة ولذا كان المهندسين الكيميائيين من أول الذين طبقوا أنظمة التحكم الأوتومانيكية في تصميماتهم.
أهم المساقات الدراسية للهندسة الكيميائية:ميكانيكا الموائع، حركية التفاعلات الكيميائية، الديناميكا الحرارية، هندسة التفاعلات الكيمائية، انتقال المادة، انتقال الحرارة، عمليات المواد الصلبة، هندسة التحكم، هندسة التآكل، هندسة البيئة ومعالجة المياه، هندسة البترول والبتروكيماويات، هندسة الكيماء الحيوية، تقنية النانو (المواد متناهية الصغر), تصميم مصانع، تصميم المعدات، صناعات متفرقة، الكيمياء العامة والعضوية والتحليلية،الفيزياء العامة والرياضيات والمعادلات التفاضلية.
المهندس الكيميائي يعمل على تصميم وتشغيل المصانع والعمليات الكيميائية، بينما يركز الكيميائي على دراسة الخصائص الكيميائية للمواد.
- المهندس الكيميائي يحتاج إلى معرفة هندسية وتقنية واسعة، بينما يحتاج الكيميائي إلى فهم عميق للكيمياء والتفاعلات الكيميائية.[3]
- يمكن للمهندس الكيميائي العمل في مجالات الهندسة والتصنيع، بينما يمكن للكيميائي العمل في المختبرات والبحوث العلمية.[3]

## تاريخ الهندسة الكيميائية
يعتبر جورج إدوارد ديفيس مؤسس الهندسة الكيميائية. تم تدريس الهندسة الكيميائية لأول مرة في معهد ماساتشوستس للتكنولوجيا في عام 1888. هذا الصف قام بدمج الكيمياء مع الهندسة. تم الاعتراف بالهندسة الكيميائية كمجال مستقل عن الهندسة والكيمياء في عام 1908 وقد ساهم في ذلك جهود كل من الجمعية الأمريكية للمهندسين الكيميائيين  والجمعية البريطانية للمهندسين الكيميائيين. فيما بعد مفاهيم جديدة تم إدخالها إلى الهندسة الكيميائية التي كانت تدرس في الجامعات مثل ظاهرة النقل التي تشمل دراسة انتقال الكتلة والحرارة من نظام إلى آخر بالإضافة إلى ميكانيك السوائل

## مهام المهندس الكيميائي
باستخدام الكيمياء يقوم المهندسون الكيميائيون بتحويل مواد خام إلى مواد يمكن إستعمالها في صناعة الأدوية أو المواد البلاستيكية. أيضا يقوم المهندسون بإيجاد طرق فعالة للتخلص من النفايات بدون إيذاء الطبيعة. يقوم المهندسون الكيميائيون بالعديد من البحوث العلمية في الجامعات والمصانع.الهدف من هذا البحث هو اختراع مواد جديدة ذات خصائص معينة. بالإضافة لما سبق، المهندسون الكيميائيون يساعدون على اختراع الأقمشة المضادة للماء والناعمة في نفس الوقت.
تهدف الهندسة الكيميائية إلى تحويل المواد الخام إلى منتجات نهائية ذات قيمة مضافة باستخدام العمليات الكيميائية والتكنولوجيا الهندسية. تتضمن هذه العمليات تصميم المعدات والوحدات الصناعية، وتحديد الظروف المثلى للعمليات الكيميائية، وضمان سلامة العمليات والحد من التلوث البيئي.

## المجالات العلمية المرتبطة بالهندسة الكيميائية
1. الهندسة الطبية: حيث تلعب الهندسة الكيميائية دورا في صناعة المواد المستخدمة في صناعة الأعضاء الاصطناعية.
2. هندسة معالجة المواد الكيميائية: حيث يتم معالجة النفايات والتخلص منها بطريقة تحافظ على البيئة.
3. الأسلحة الكيميائية: المهندسون الكيميائيون يكتبون المعادلات الكيميائية اللازمة لصناعة الأسلحة الكيميائية.
4. الصيدلة: معرفة واسعة في الكيمياء ضرورية لصناعة الأدوية والعقاقير.
5. بالإضافة إلى الهندسة البيئية، الهندسة النانوية وهندسة العمليات الكيمائية.

## اقرأ أيضاً
- تقطير
- تقطير جزئي
- عمود تجزئة
- تقطير بالبخار
- معادلة فينسك
- تصنيع أجهزة أشباه الموصلات
- الهندسة الكهروكيميائية
- مصفاة (منشأة)
- هندسة التصنيع الغذائي

### هيئات مختصة
- المعهد الأمريكي للمهندسين الكيميائيين
- الجمعية السعودية للهندسة الكيميائية
- الاتحاد الأوروبي للهندسة الكيميائية
- المعهد الهندي للمهندسين الكيميائيين
- معهد المهندسين الكيميائيين
- الجمعية الفرنسية لمهندسي العمليات